# Forte da Vera Cruz de Itapema
O Forte da Vera Cruz de Itapema, também conhecido como Forte da Vera Cruz, Forte da Santa Cruz ou Forte de Itapema (do tupi-guarani, "itapema" = "pedra partida"), localiza-se numa ponta de terra na ilha de Santo Amaro, fronteiro a Santos, cerca de uma légua adentro do canal da Barra Grande, no atual distrito de Vicente de Carvalho, município de Guarujá, no litoral do estado de São Paulo, no Brasil.

## História
O historiador santista Costa e Silva Sobrinho registrou que a designação original da estrutura, na segunda metade do século XVI, era Forte do Pinhão da Vera Cruz, tendo sido seu primeiro comandante o capitão Francisco Nunes Cubas, sobrinho do fundador da vila de Santos, Brás Cubas.
Encontra-se sobre uma formação de rochas "(...) à flor d'água, com o intuito de defender a margem oriental do estuário; de sua muralha avista-se toda a Vila de Santos, protegendo-a dos invasores", conforme relato do século XVII. Dessa posição controlava o acesso de embarcações ao porto da vila de Santos e ao saco dos Outeirinhos.
Embora não haja certeza da data da sua construção (SOUZA, 1885:117), esta fortificação encontra-se cartografada por Luís Teixeira (Mapa de São Vicente, c. 1573. Biblioteca Nacional da Ajuda, Lisboa) e por João Teixeira Albernaz, o velho (Mapa da Capitania de São Vicente, 1631. Mapoteca do Itamaraty, Rio de Janeiro).
Em 1670, sob o comando do capitão-mor Pedro Tacques de Almeida, foi reformado e ampliado. Em 1680 encontrava-se sob o comando do Sargento-mor Gaspar Leite Costa (César?). Uma Carta-patente, em 1687, concedeu o posto de capitão da Fortaleza Vera Cruz de Itapema da vila de Santos ao santista José Tavares de Siqueira, com o soldo anual de 40$000 réis (Documentos Históricos, Vol. XXIX, 1935. p. 136). Outra Carta-patente, datada de 6 de julho de 1699, concede o comando ao paulista Domingos da Silva Monteiro, que o exerceu até à sua morte, em 1723. Data desse período, no início do século XVIII, a informação do rei D. João V (1705-1750) ao governador e capitão-general da capitania de São Paulo, conde de Sarzedas:
"(...) outro fortim mais acima da Fortaleza da Barra Grande, meia légua distante da Vila da parte norte, chamado Itapema, em admirável sítio para a defesa da barra, mas que este, além de ser pequeno estava demolido e incapaz de poder servir, sem um reparo, e que o Armazém da Pólvora e Armas estava coberto somente de telha vã e em terra, devendo ao menos ser por cima forrado de madeiras, e por baixo ladrilhado de tijolos (...)." (Carta-régia de 17 de junho de 1711. in: Documentos Interessantes para a História e Costumes de São Paulo. Vol. XXIV, p. 131).
Por este documento, nos informamos ainda de que João de Castro e um Capitão paulista se ofereciam para proceder reparos nestas fortificações, mediante mercês da Coroa Portuguesa. Com o falecimento de Domingos da Silva Monteiro em 1723, foi recomendada a promoção a Sargento-mor do português Torquato Teixeira de Carvalho, para comandá-la (Carta-patente de setembro de 1724). Comerciante abastado da vila, este, por sua vez, propôs à Coroa as obras de reedificação da estrutura, com aquisição de artilharia completa, despesas orçadas à época em 40 mil cruzados. Como compensação, requereu a mercê do posto (e soldo) de Capitão, o comando vitalício do forte e o Hábito da Ordem de Cristo em três vidas (SOUZA, 1885:117 dá esta data como 1638, sendo seguido por GARRIDO, 1940:134). Aceite a proposta, as obras foram executadas em um período de uma década, sendo a fortificação dotada de artilharia de grosso calibre. Esta nova estrutura compunha-se de um pequeno baluarte semi-circular com seis canhoneiras, fechado por uma muralha reta pelo lado de terra, ao abrigo da qual se erguia uma dependência no terrapleno, segundo alguns autores, ou de um baluarte triangular (defendendo o lado de terra) com dois edifícios ao abrigo do seu terrapleno (Casa da Pólvora/Quartel do Oficial, e Quartel dos Soldados), segundo outros. A Provisão Régia de 24 de setembro de 1738 confirmou a patente de Capitão-comandante a Torquato Teixeira de Carvalho, em recompensa dos serviços prestados na reconstrução daquela praça-forte, às suas custas, e por estarem satisfeitas as condições da dita obra. GARRIDO (1940) completa que essas vidas foram cumpridas em seu filho, João Teixeira de Carvalho, sucedido pelo sobrinho deste, capitão Francisco Olinto de Carvalho, e por fim pelo filho deste, João Olinto de Carvalho (op. cit., p. 134).
O governador e capitão-general da capitania de São Paulo, D. Luís António de Sousa Botelho Mourão - quarto morgado de Mateus (1765-75), em Relatório à Coroa acerca das fortificações da capitania, datado de 30 de junho de 1770, informou que esta praça estava artilhada com oito peças de artilharia (SOUZA, 1885:117), quatro de calibre 12 e quatro de 8 libras de bala. Um relatório manuscrito descreve o estado da fortificação, ao final do século XVIII:
"A Fortaleza do Itapema se acha com seis peças, todas desmontadas, porém com boa artilharia, apesar de não ter tido quem lhe preste o mínimo benefício. Esta fortaleza, pela situação em que se acha, tem grandes vantagens pelo dano que pode fazer aos navios, apesar de lhes apresentar pouco fogo; porém, como o canal é muito próximo à fortaleza, pode esta pelo menos cortar toda a enxárcia e fazê-lo desarvorar com plaquetas, balas fixas e encadeadas, e pelo ângulo que forma o canal oferecem os navios a popa e o flanco, de cuja vantagem se podem aproveitar os da fortaleza, metendo-lhes balas de coxias, e arrancar-lhes as obras mortas, fazendo-lhes ao mesmo tempo grande mortandade. Nesta fortaleza há lugar para se fazer um telheiro em que se possam recolher quatro peças, com seus reparos, e o quartel precisa de grande conserto." (Sobre as fortificações da costa marítima da Capitania de São Paulo, manuscrito sem autor nem data (c. 1797). in: Documentos Interessantes para a História e Costumes de São Paulo. Vol. XLIV, p. 305).
A Ordem Régia de 28 de janeiro de 1811 dispensou o Coronel José Antônio Vieira de Carvalho do comando do Forte da Itapema, reintegrado no do Forte da Bertioga. À época a fortificação se compunha de muralhas e seus parapeitos, mais a edificação da Casa de Pólvora. Novos reparos foram procedidos, nos "Quartos da Palamenta" de Itapema sob a orientação do 2º Tenente de Engenheiros Rufino José Felizardo e Couto, conforme determinado pela Portaria de 22 de maio de 1817, do governador e capitão-general da capitania de São Paulo, Francisco de Assis Mascarenhas - conde da Palma.
O relatório do marechal Daniel Pedro Müller (1830) informa que o forte, em tempo de guerra, se encontrava guarnecido por um oficial superior, dois inferiores, oito artilheiros, vinte e quatro serventes artilheiros, e vinete soldados de infantaria (in: Ensaios e Estatísticas da Província de São Paulo). Ao final da década (1839), o viajante Daniel P. Kidder, ao descrever a sua entrada na vila relatou: "(...) Logo adiante, do lado oposto [da vila, no canal] surgiu o Forte Ipanema [sic], velha fortificação já bastante decaída e cuja guarnição se resumia em uma única família (...)." (Reminiscências de Viagem e Permanência no Brasil. p. 167).
Foi desarmado em 1850, passando a servir como depósito até julho de 1883, quando sofreu violento incêndio que o arruinou. Estas ruínas foram retratadas no início do século XX pelo pintor santista Benedicto Calixto de Jesus.
No início do século XX, a Intendência Geral da Guerra, do Ministério da Guerra, transferiu o imóvel à Alfândega de Santos (Aviso de 9 de setembro de 1905), que a partir de 1908 aí fez erguer um Posto Fiscal e uma torre de holofotes, para melhor iluminação do estuário, e combate ao contrabando. Os compartimentos do terrapleno foram aterrados, e as ameias das muralhas desapareceram para dar lugar a um gradil de ferro. De acordo com a historiadora Ruth Passos Monteiro, à época da Segunda Guerra Mundial (1939-1945), o forte guarneceu o canal do estuário, apos o conflito tendo sido utilizado como Posto Médico (in: Fortaleza de Itapema - Patrimônio Histórico de Vicente de Carvalho). Essas instalações foram, por sua vez, assoladas por novo incêndio em 1976.
O imóvel foi tombado pelo estado de São Paulo em 1982. Ao final de 1999, a imprensa anunciou um projeto de restauração e revitalização das instalações do forte e seu entorno, com investimentos da ordem de R$ 500 mil, oriundos, em partes iguais, da Secretaria da Receita Federal e da Prefeitura Municipal do Guarujá. O projeto previa a utilização das instalações do forte como espaço cultural, da torre de holofotes (farol) como museu, da antiga Casa do Administrador como biblioteca, e mais a instalação de Centro de Convenções com capacidade para 130 lugares, de portaria com sistema de comunicação e recepção ao público, de sanitários públicos, de estacionamento para 30/50 veículos e de atracadouro para barcos de turismo.
Ainda no papel ao final de 2001, a Alfândega de Santos mantinha nas instalações do antigo forte um Posto de Observação para repressão ao contrabando naquele porto, informando que o Projeto de Restauração já havia sido aprovado pelo Conselho de Defesa do Patrimônio Histórico, Arqueológico, Artístico e Turístico (CONDEPHAAT), órgão do Governo do Estado de São Paulo, devendo as obras ser iniciadas em 2002, com prazo de oito meses para conclusão. No projeto estão previstas iluminação externa do monumento, bem como o tratamento paisagístico do entorno. A comunidade, por seu turno, pleiteava, por seus representantes eleitos, a recuperação da área e a sua abertura ao público, uma vez que o forte é o único atrativo turístico do distrito, capaz de atrair público para o Centro Comercial.
A poucos metros da estação das barcas de Vicente de Carvalho, a estrutura, fechada à visitação pública, compreende o edifício (torre) do farol, a Casa da Zeladoria, o posto de observação da Alfândega, o Museu de Amostras de Laboratório, oficina de estaleiro, doca seca para guarda de até oito embarcações, e outras, patrimônio avaliado em fins de 2001 em cerca de R$ 1 milhão, sob manutenção predial regular a cargo da 8ª Região Fiscal da Superintendência Regional da Receita Federal.